# Dziewczyna kontra potwór
Dziewczyna kontra potwór – amerykański film telewizyjny, którego premiera w USA odbyła się 12 października 2012, zaś polska odbyła się 27 października tego samego roku.

## Fabuła
Skylar, nieustraszona nastolatka z potężnym głosem, razem z przyjaciółmi – Sadie i Henrym – przygotowuje się do imprezy z okazji Halloween. Dziewczyna nie wie jednak, że jej rodzice są łowcami potworów. Plan Skylar zaśpiewania na imprezie Halloweenowej kruszy się, gdy rodzice każą jej zostać w domu. Skylar wymyka się i nieświadomie uwalnia nieśmiertelnego potwora, Deimatę. Kiedy Deimata ukazuje się Skylar, odczuwa ona wielki strach. Razem z Henrym i Sadie musi pokonać Deimatę i uratować rodziców.

## Obsada
- Olivia Holt jako Skylar Lewis
- Brendan Meyer jako Henry
- Kerris Dorsey jako Sadie
- Katherine McNamara jako Myra
- Luke Benward jako Ryan
- Brian Palermo jako Steve Lewis
- Tracy Dawson jako Deimata
- Adam Chambers jako Cobb
- Jennifer Aspen jako Julie Lewis
- Kurt Ostlund
- Anna Galvin
- Samuel Patrick Chu
- Rowen Kahn
- Stephanie Moseley
- Tyrell Witherspoon

## Wersja polska
Wersja polska: SDI Media Polska

Reżyseria: Artur Kaczmarski

Dialogi: Marta Robaczewska

Udział wzięli:
- Agnieszka Pawełkiewicz – Skylar
- Grzegorz Kwiecień – Cobb
- Julia Kunikowska – Sadie
- Waldemar Barwiński – Steve Lewis
- Joanna Węgrzynowska-Cybińska – Julie Lewis
- Mateusz Narloch – Henry
- Ewa Prus – Deimata
- Agnieszka Fajlhauer – Myra Santelli
- Paweł Ciołkosz – Scarecrow
- Przemysław Stippa – Ryan Dean

W pozostałych rolach:
- Oliwia Angerstein
- Dominika Sell
- Piotr Deszkiewicz
- Artur Kaczmarski
- Józef Pawłowski
- Kamil Pruban

Lektor tytułu
- Artur Kaczmarski